# Konstantin Stefanovitch

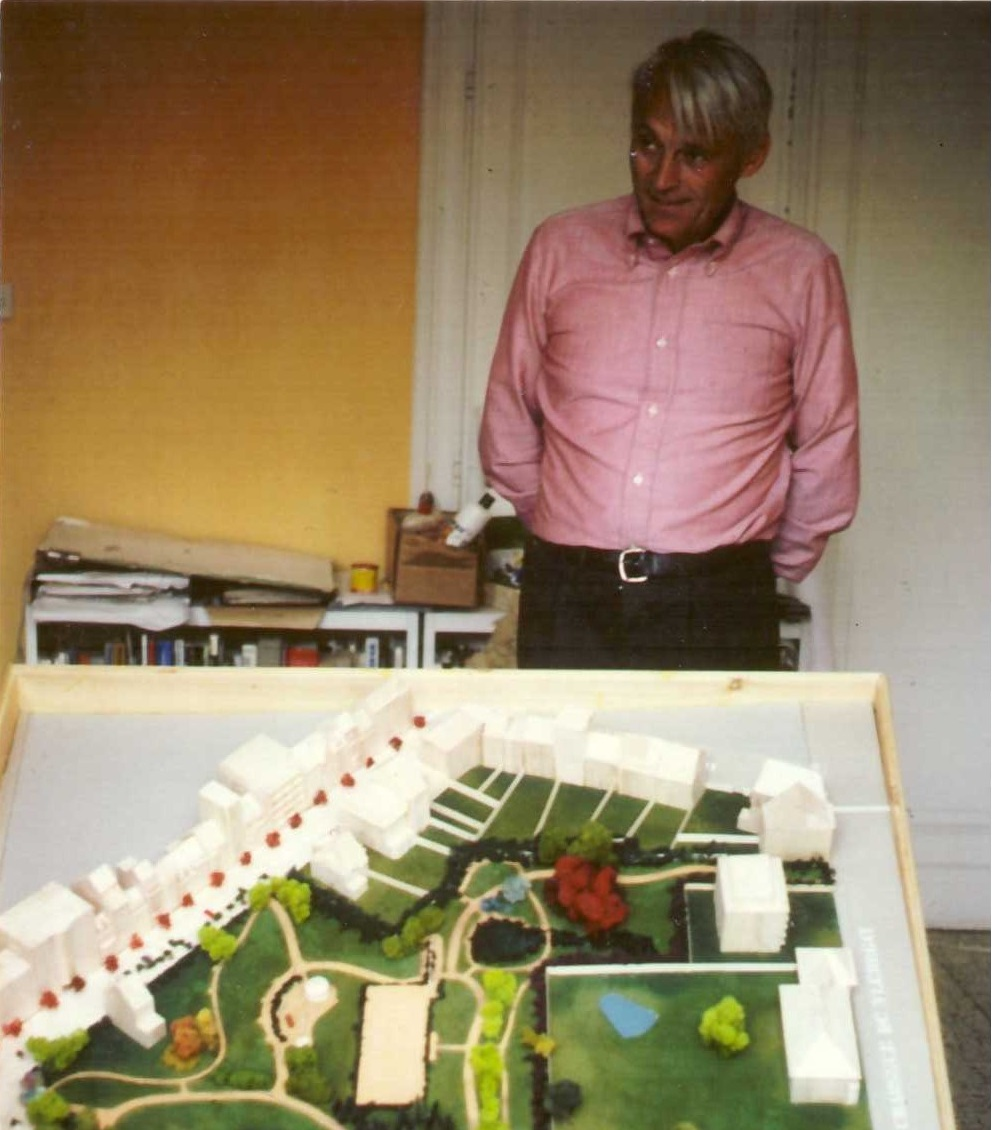
Stefanovitch devant sa maquette du futur parc Tenbosch d'Ixelles, en 1981.

 Konstantin Stefanovitch alias (Kosta), est un peintre né en Yougoslavie à Belgrade le 20 décembre 1930.

## Biographie
Konstantin Stefanovitch est né à Belgrade dans une famille ouverte aux arts, sa sœur étant historienne d’art et galeriste. Il étudie l’architecture et suit des cours du soir pour faire l'apprentissage du dessin et de la peinture.
Alors qu'il a 25 ans, il se rend à Paris en 1955, où il étudie l'architecture aux Beaux-Arts et suit des cours à Grande-Chaumière. Il se marie en Belgique, à Liège, en 1964. Il s’expatrie ensuite aux États-Unis où il œuvre comme architecte et peint les paysages du Connecticut.
Par la suite, il rentre définitivement en Belgique où il est chargé de cours à l'Institut supérieur d'architecture Saint-Luc de Liège et où il enseigne aussi le dessin d’après modèle vivant.

## Son œuvre
Les œuvres Konstantin Stefanovitch sont exposées en Belgique, France, Pays-Bas, fédération de Russie, Royaume-Uni. Bénéficiant d'une certaine renommée, ses tableaux et dessins trouvent également élection dans des collections privées en Allemagne, Belgique, Grande-Bretagne, France, Hollande, Luxembourg, fédération de Russie et États-Unis.
Ses tableaux sont réalisés soit au fusain, avec des dessins de nus principalement, soit à l'huile avec des peintures abstraites ou des peintures concrètes, sur des motifs imaginaires.